# Come un cartone animato
Come un cartone animato è il terzo album di Giorgio Faletti. 
Pubblicato nel 1994, contiene la canzone Signor tenente, seconda classificata al Festival di Sanremo 1994 e vincitrice del Premio della Critica.
L'album è stato premiato con il Disco di Platino.
Il disco vede la collaborazione del chitarrista dei Pooh Dodi Battaglia.

## Tracce
Testi e musiche di Giorgio Faletti, eccetto dove indicato.
1. Voglio essere un cartone animato – 0:53
2. Quand'ero cavernicolo – 4:03
3. Se fossi una donna – 4:11
4. Perso nel mambo – 4:15
5. Signor tenente – 3:19
6. Le fatiche d'Ercole – 4:13
7. Fa male – 3:51
8. Ay Maria – 3:44
9. Tric Trac – 3:40
10. L'erba voglio – 3:58
11. Guido la maccana – 1:31

## Formazione
- Giorgio Faletti – voce
- Dodi Battaglia – chitarra
- Danilo Amerio – tastiera, cori
- Pier Michelatti – basso
- Luca Battini – batteria
- Filiberto Briani – chitarra
- Sergio Bongiovanni – tromba
- Aldo Caramelino – trombone
- Michele Lazzarini – sassofono tenore, sassofono soprano
- Ermanna Bacciglieri, Lalla Francia, Roberto Battini, Moreno Ferrara – cori